# Filippo Pagnamenta
Filippo Pagnamenta (* 7. Dezember 1826 in Golasecca; † 11. Juli 1892 in Mailand) war ein Schweizer Politiker und Militär. Auf Seiten Sardinien-Piemonts nahm er an den italienischen Unabhängigkeits- und Vereinigungskriegen teil und diente anschließend im italienischen Heer.

## Leben
Filippo Pagnamentas Familie stammte aus Sonogno. Er war der Sohn des Advokaten und Staatsrates Giovanni Stefano Pagnamenta (* 1795 in Sonogno; † 1839 ebenda) und dessen Ehefrau Clara (geb. Guerra).
1847 nahm er als Berufssoldat mit liberaler Gesinnung als Unterleutnant am Sonderbundskrieg teil. 1848 wurde er zum Leutnant befördert. Mit Domenico Pedrazzi (1815–1859) nahm er in der Freiwilligen Simonetta-Vicari-Kolonne, die überwiegend aus Tessiner Scharfschützen bestand, am ersten Feldzug des italienischen Risorgimento teil. Die Kolonne stand unter Führung von Natale Vicari und Francesco Simonetta (1813–1863).
Nach seiner Beförderung zum Hauptmann 1852 kam er in den eidgenössischen Generalstab und beteiligte sich 1855  anlässlich des bewaffneten Aufstands der Freisinnigen (Pronunciamento)  an der Zerstörung der Druckerei Tipografia del Gottardo in Faido, die die Oppositionszeitung Il Patriota del Ticino herausgab.
Von 1855 bis 1856 vertrat er die Liberalen im Tessiner Kantonsrat.
Von 1856 bis 1858 nahm er in der französischen Fremdenlegion am Afrikafeldzug teil und kämpfte 1859 im zweiten italienischen Unabhängigkeitskrieg im sardinisch-piemontesischen Heer. Im November 1860 nahm der mittlerweile zum Major beförderte Pagnamenta mit dem 24. sardinisch-piemontesischen Infanterie-Regiment an der Belagerung von Gaeta teil, die zum Zusammenbruch des Königreichs beider Sizilien führte und einen der Grundsteine für die Gründung des Königreich Italiens 1861 bildete. Für sein Eingreifen bei Gaeta wurde er 1861 mit dem Ritterkreuz des Militärordens von Savoyen ausgezeichnet. 1866 wurde er zum Oberstleutnant und 1870 zum Oberst befördert. Nachdem er 1877 zum Kommandant der Brigade Roma ernannt worden war, erlangte er 1880 den Rang eines Generalmajors. 1884, mittlerweile Befehlshaber der Infanterie-Brigade Cuneo, wurde er zum Richter des Obersten Kriegs- und Marinegerichtshofs ernannt. Im November 1885 wurde Pagnamenta auf seinen Wunsch hin in den Ruhestand versetzt.
Filippo Pagnamenta war zeit seines Lebens unverheiratet.

## Auszeichnungen
- Offizierskreuz des Ordens der Hl. Mauritius und Lazarus
- Komturkreuz des Ordens der Krone von Italien
- Komturkreuz des Militärordens von Savoyen
- Silberne Tapferkeitsmedaille[9]

## Schriften (Auswahl)
- I miei pensieri sulla difesa d’Italia. Verona, 1873.